# Trichocyclus gnalooma
Trichocyclus gnalooma là một loài nhện trong họ Pholcidae. Loài này được phát hiện ở Tây Úc.